# Gone in 60 Seconds
Gone in 60 Seconds (br: 60 Segundos) é um filme de ação americano de 1974, escrito, dirigido, produzido e estrelado por H.B. Halicki.
O filme foi filmado em Long Beach, Califórnia. Este filme foi base para a refilmagem homônima de 2000 com Nicolas Cage e Angelina Jolie.

## Sinopse
Maindrian Pace lidera uma gangue de ladrões de carros. Procurado por um chefão do tráfico de drogas, ele tem a missão de roubar 48 automóveis em apenas 3 dias, incluindo um modelo Ford Mustang 1973, apelidado de Eleanor. Mas a polícia está atrás de Pace.

## Elenco
| Actor               | Role                                |
| ------------------- | ----------------------------------- |
| H.B. "Toby" Halicki | Maindrian "Vicinski" Pace           |
| Eleanor             | "Eleanor" (carro)                   |
| Marion Busia        | Pumpkin Chase                       |
| Jerry Daugirda      | Eugene Chase                        |
| James McIntyre      | Stanley "Sage" Chase                |
| George Cole         | Atlee Jackson                       |
| Ronald Halicki      | Corlis Pace/O Operador de Guindaste |
| Markos Kotsikos     | Uncle Joe Chase                     |
| Butch Stockton      | 1-Baker-11 Detective (motorista)    |
| Phil Woods          | 1-Baker-11 Detective (passageiro)   |

## Os 48 carros roubados no filme
| #  | Years | Automobiles                      | Codes     |
| -- | ----- | -------------------------------- | --------- |
| 1  | 1974  | Cadillac Fleetwood 75            | Marion    |
| 2  | 1974  | Cadillac Fleetwood 75            | Barbara   |
| 3  | 1973  | Cadillac Fleetwood 75            | Lindsey   |
| 4  | 1972  | Cadillac Fleetwood 75            | Dianne    |
| 5  | 1971  | Cadillac Fleetwood Seventy-Five  | Nicole    |
| 6  | 1972  | Cadillac Fleetwood Seventy-Five  | Ruby      |
| 7  | 1972  | Lincoln Continental              | Julie     |
| 8  | 1971  | Freightliner WFT 6364            | Frances   |
| 9  | 1973  | Cadillac Coupe DeVille           | Mary      |
| 10 | 1972  | Mercedes-Benz 450SE              | Joanne    |
| 11 | 1930  | Hudson Motor Car Company         | Beverly   |
| 12 | 1974  | Cadillac Coupe DeVille           | Patricia  |
| 13 | 1974  | Lincoln Continental Mark IV      | Ruth      |
| 14 | 1927  | Citroën B14 Conduite             | Elizabeth |
| 15 | 1971  | Rolls-Royce Silver Shadow        | Terri     |
| 16 | 1924  | Rolls-Royce Silver Ghost         | Eileen    |
| 17 | 1972  | Plymouth Barracuda               | Susan     |
| 18 | 1970  | Jaguar E-Type                    | Claudia   |
| 19 | 1959  | Rolls-Royce Phantom V            | Rosie     |
| 20 | 1970  | Rolls-Royce Silver Shadow        | Maria     |
| 21 | 1972  | Ferrari Daytona 365 GTB/4        | Sharon    |
| 22 | 1970  | Rolls-Royce Silver Shadow        | Kathy     |
| 23 | 1953  | Chrysler Coupe Elegance          | Alice     |
| 24 | 1973  | Cadillac Fleetwood Station Wagon | Leona     |
| 25 | 1971  | Rolls-Royce Silver Shadow        | Kelly     |
| 26 | 1971  | Cadillac Eldorado                | Nancy     |
| 27 | 1973  | Jensen Interceptor               | Betty     |
| 28 | 1971  | Citroën SM                       | Patti     |
| 29 | 1962  | Ferrari 340 America              | Judy      |
| 30 | 1966  | Rolls-Royce Silver Cloud II      | Carey     |
| 31 | 1966  | Rolls-Royce Silver Cloud III     | Jackie    |
| 32 | 1973  | Cadillac Eldorado                | Laurie    |
| 33 | 1972  | Maserati Ghibli Coupe            | Sandy     |
| 34 | 1971  | Chevrolet Vega                   | Christy   |
| 35 | 1969  | Chevrolet Corvette Stingray      | Michelle  |
| 36 | 1967  | Lamborghini Miura                | Tracy     |
| 37 | 1969  | De Tomaso Mangusta               | Marilyn   |
| 38 | 1971  | De Tomaso Pantera                | Maxine    |
| 39 | 1968  | Intermeccanica Italia GFX        | Lorna     |
| 40 | 1971  | Chevrolet Corvette Stingray      | Jean      |
| 41 | 1949  | Ferrari V12                      | Paula     |
| 42 | 1966  | Lotus Europa S1                  | Renee     |
| 43 | 1974  | Manta Mirage                     | Annie     |
| 44 | 1971  | Ford "Big Oly" Bronco            | Janet     |
| 45 | 1972  | Stutz Blackhawk                  | Karen     |
| 46 | 1957  | Mercedes-Benz 300SL              | Dorothy   |
| 47 | 1973  | Stutz Blackhawk                  | Doris     |
| 48 | 1973  | Ford Mustang                     | "Eleanor" |